# NGC 3396
NGC 3396 (другие обозначения — UGC 5935, MCG 6-24-18, ZWG 184.19, KCPG 249B, ARP 270, VV 246, PGC 32434) — галактика в созвездии Малый Лев.
Этот объект входит в число перечисленных в оригинальной редакции «Нового общего каталога».
Галактика NGC 3396 входит в состав группы галактик NGC 3396. Помимо NGC 3396 в группу также входят NGC 3381, NGC 3395, NGC 3424, NGC 3430, NGC 3442, PGC 32631, UGC 5934 и UGC 5990.
В истории галактик NGC 3395 и 3396 насчитывается минимум одно тесное сближение. Вероятно, эти галактики находятся на ранней стадии слияния.